# Wielokomórkowce pośrednie
Wielokomórkowce pośrednie (Mesozoa), planulopodobne (Planuloidea), podgastrulowce – bezkręgowce morskie, tradycyjnie traktowane jako organizmy pośrednie między pierwotniakami (Protozoa) a wielokomórkowcami właściwymi (Eumetazoa).
Mesozoa są mikroskopijnych rozmiarów pasożytami bezkręgowców morskich. Ich ciało – osiągające długość około 0,5 mm – składa się z charakterystycznej dla danego gatunku liczby komórek (eutelia), przeciętnie około 20–30, jest robakokształtne i składa się z dwu warstw komórek: urzęsionej warstwy zewnętrznej, zwanej somatodermą i wewnętrznej (mezodermy), złożonej z nielicznych komórek nieuczestniczących w rozrodzie. Brak jamy ciała i endodermy.
Z powodu pasożytniczego trybu życia zauważa się u Mesozoa znaczne uproszczenia budowy, brak zorganizowanego układu nerwowego i zmysłowego. Charakteryzują się niezwykle złożonym trybem życia, uwzględniającym m.in. formy larwalne. Charakterystyczne dla wielokomórkowców pośrednich jest wytwarzanie komórek rozrodczych we wnętrzu innych komórek; zjawisko to nie pojawia się w żadnej innej grupie zwierząt.
We wcześniejszych klasyfikacjach biologicznych wielokomórkowce pośrednie stawiane były w randze typu, do którego zaliczano ok. 50 gatunków (obecnie wiadomo, że jest ich ponad 100) wyraźnie rozdzielonych między dwie gromady:
- Rhombozoa (rombowce),
- Orthonectida (prostopływce),

obecnie klasyfikowane w randze odrębnych typów z pominięciem Mesozoa. Badania genetyczne nie potwierdziły bliskiego pokrewieństwa obydwu grup. Zaliczane są do tkankowców (wielokomórkowców) właściwych. 